# The Sound of Music (album)
Pour les articles homonymes, voir The Sound of Music et La Mélodie du bonheur.
Albums de Laibach
Also Sprach Zarathustra
(2017)
The Sound of Music, est un album de Laibach sorti le 23 novembre 2018.

## Historique
En 2015, Laibach se produit pour la première fois à Pyongyang, avec l'aide du réalisateur norvégien Morten Traavik et du graphiste parisien Valnoir. Un documentaire vidéo réalisé par Traavik, Liberation Day, ainsi qu'un livre conçu par Valnoir, Liberation Days : Laibach and North Korea, illustrent ce périple coréen.
Lors de cette prestation nord-coréenne, le groupe slovène reprend des titres du film La Mélodie du Bonheur de Robert Wise, long-métrage servant de support pour l'enseignement de l'anglais en Corée du Nord. L'album The Sound of Music contient une partie des titres joués par le groupe lors de cet évènement ainsi que le titre « Arirang », chanson traditionnelle de la musique coréenne, aussi bien en Corée du Sud qu'en Corée du Nord.

### Vidéos
Une première vidéo officielle, illustrant le titre d'ouverture de l'album, « The Sound of Music », est mise en ligne le 5 septembre 2018. Elle est suivie le 11 octobre 2018 par une version live de « My Favorite Things », où l'on peut voir Milan Fras accompagné au chant par Marina Mårtensson, Boris Benko du groupe Silence et une chorale d'enfants.
Le 19 novembre 2018, la vidéo de « The Lonely Goatherd » est disponible sur Youtube.
Le titre « So Long, Farewell » est illustré par un court film sorti le 14 mars 2019 et réalisé par Igor Zupe. Cette vidéo comprend une référence à l'oeuvre « O Tannenbaum im deutscen Raum, wie krumm sind deine äste! » de John Heartfield , sous la forme d'arbres de Noël en forme de svatiska.

## Liste des titres

### Version CD
La version CD est présentée sous le format d'un livret,.
| No  | Titre                      | Durée |
| --- | -------------------------- | ----- |
| 1.  | The Sound of Music         | 4:55  |
| 2.  | Climb Ev’ry Mountain       | 4:03  |
| 3.  | Do-Re-Mi                   | 4:26  |
| 4.  | Edelweiss                  | 3:15  |
| 5.  | Favorite Things            | 3:42  |
| 6.  | Lonely Goatherd            | 3:32  |
| 7.  | Sixteen Going On Seventeen | 4:04  |
| 8.  | So Long, Farewell          | 3:18  |
| 9.  | Maria / Korea              | 4:19  |
| 10. | Arirang                    | 2:59  |
| 11. | The Sound of Gayageum      | 2:04  |
| 12. | Welcome Speech             | 1:31  |

### Version LP
Il s'agit d'une édition limitée, avec un disque vinyle couleur or,.
| A1. | The Sound of Music   | 4:55 |
| A2. | Climb Ev'ry Mountain | 4:03 |
| A3. | Do-Re-Mi             | 4:26 |
| A4. | Edelweiss            | 3:15 |
| A5. | Favorite Things      | 3:42 |

| B1. | Lonely Goatherd            | 3:32 |
| B2. | Sixteen Going On Seventeen | 4:04 |
| B3. | So Long, Farewell          | 3:18 |
| B4. | Maria / Korea              | 4:19 |
| B5. | Arirang                    | 2:59 |

## Crédits

### Enregistrement et production
- Laibach - adaptation, coproduction[19]
- Silence (Boris Benko, Primož Hladnik) - adaptation, coproduction, arrangement
- Iztok Turk – coproduction, mixage, mastering
- Davor Rocco - ingénieur du son (piano)
- Rok Lopatič - ingénieur du son (batterie)
- Uroš Bon - ingénieur du son (batterie)

### Interprètes
- Milan Fras - chant
- Boris Benko - chant
- Marina Mårtensson - chant (3, 7, 9)
- Janez Gabrič - batterie
- Igor Vićentić - piano (3, 10)

### Chœurs
- Linda Uran - chœur (10)
- Lorena Krstić - chœur (10)
- Marija-Katarina Jukić - chœur (10)
- Mirta Borovac - chœur
- Alisa Tenzer - chœur d'enfants (3, 5, 6, 8)
- Ana Damiij - chœur d'enfants (3, 5, 6, 8)
- Camie Ohain - chœur d'enfants (3, 5, 6, 8)
- Lotta Zimmerman - chœur d'enfants (3, 5, 6, 8)
- Marina Mårtensson - chœur d'enfants (3, 5, 6, 8)
- Ole Zimmermann - chœur d'enfants (3, 5, 6, 8)
- Tabea Tenzer - chœur d'enfants (3, 5, 6, 8)

### Conception graphique
- Valnoir - conception graphique

## Versions
| Type | Label        | Référence   | Année | Pays   |
| ---- | ------------ | ----------- | ----- | ------ |
| LP   | Mute Records | STUMM430    | 2018  | Europe |
| CD   | Mute Records | LCDSTUMM430 | 2018  | Europe |